# Antonio Benarrivo
Antonio Benarrivo (21. srpen 1968, Brindisi, Itálie) je bývalý italský fotbalový obránce.

## Fotbalová kariéra
S fotbalem začal v rodném městě v místním klubu Brindisi. První zápasy mezi dospělými odehrál ve třetí lize v roce 1986. Po třech letech odešel do druholigové Padovy, kde strávil dva roky. V roce 1991 jej koupila Parma a tady zůstal do konce své kariéry. V první sezoně získal hned trofej za vítězství v italském poháru. V následující sezoně vyhrál svou první evropskou trofej a to pohár PVP a poté i Superpohár UEFA 1993. Obhájit pohár PVP se jim nepodařilo, protože prohráli ve finále, ale v další sezoně 1994/95 se podařilo vyhrát další evropský pohár, tentokrát pohár UEFA. Nejblíže k titulu v lize měl v sezoně 1996/97, když skončil na 2. místě o dva body za Juventusem. Vítězství v poháru UEFA dokázal ještě v sezoně 1998/99. Dále ještě přidal do své sbírky dvě vítězství v italském poháru (1998/99, 2001/02) a jeden v italském superpoháru (1999). Kariéru ukončil v roce 2004 po 362 utkání (258 v Serii A) za Parmu.

## Hráčská statistika
| Sezóna  | Klub     | Liga     | Liga   | Liga | Ligové poháry | Ligové poháry | Ligové poháry | Kontinentální poháry | Kontinentální poháry | Kontinentální poháry | Celkem | Celkem |
| Sezóna  | Klub     | Soutěž   | Zápasy | Góly | Soutěž        | Zápasy        | Góly          | Soutěž               | Zápasy               | Góly                 | Zápasy | Góly   |
| ------- | -------- | -------- | ------ | ---- | ------------- | ------------- | ------------- | -------------------- | -------------------- | -------------------- | ------ | ------ |
| 1986/87 | Brindisi | Serie C1 | 14     | 0    | -             | 0             | 0             | -                    | 0                    | 0                    | 14     | 0      |
| 1987/88 | Brindisi | Serie C1 | 31     | 0    | -             | 0             | 0             | -                    | 0                    | 0                    | 31     | 0      |
| 1988/89 | Brindisi | Serie C1 | 31     | 2    | -             | 0             | 0             | -                    | 0                    | 0                    | 31     | 2      |
| 1989/90 | Padova   | Serie B  | 33     | 3    | IP            | 1             | 0             | -                    | 0                    | 0                    | 34     | 3      |
| 1990/91 | Padova   | Serie B  | 36     | 4    | IP            | 2             | 0             | -                    | 0                    | 0                    | 38     | 4      |
| 1991/92 | Parma    | Serie A  | 30     | 0    | IP            | 9             | 0             | UEFA                 | 2                    | 0                    | 41     | 0      |
| 1992/93 | Parma    | Serie A  | 20     | 0    | IP+IS         | 4+1           | 0             | PVP                  | 6                    | 0                    | 31     | 0      |
| 1993/94 | Parma    | Serie A  | 28     | 0    | IP            | 6             | 0             | PVP+ES               | 7+2                  | 0                    | 43     | 0      |
| 1994/95 | Parma    | Serie A  | 17     | 0    | IP            | 2             | 0             | UEFA                 | 5                    | 0                    | 24     | 0      |
| 1995/96 | Parma    | Serie A  | 27     | 3    | IP+IS         | 1+1           | 0             | PVP                  | 6                    | 0                    | 35     | 3      |
| 1996/97 | Parma    | Serie A  | 22     | 1    | IP            | 1             | 0             | UEFA                 | 1                    | 0                    | 24     | 0      |
| 1997/98 | Parma    | Serie A  | 24     | 1    | IP            | 6             | 0             | LM                   | 5                    | 0                    | 35     | 1      |
| 1998/99 | Parma    | Serie A  | 25     | 0    | IP            | 3             | 0             | UEFA                 | 7                    | 0                    | 35     | 0      |
| 1999/00 | Parma    | Serie A  | 18     | 0    | IP+IS         | 1+1           | 1             | LM+UEFA              | 0+4                  | 0                    | 24     | 1      |
| 2000/01 | Parma    | Serie A  | 13     | 0    | IP            | 2             | 0             | UEFA                 | 4                    | 0                    | 19     | 0      |
| 2001/02 | Parma    | Serie A  | 9      | 0    | IP            | 6             | 0             | LM+UEFA              | 0+3                  | 0                    | 18     | 1      |
| 2002/03 | Parma    | Serie A  | 19     | 0    | IP+IS         | 0+0           | 0             | UEFA                 | 4                    | 0                    | 23     | 0      |
| 2003/04 | Parma    | Serie A  | 6      | 0    | IP            | 2             | 0             | UEFA                 | 2                    | 0                    | 10     | 0      |
| Celkem  | Celkem   | Celkem   | 403    | 14   | -             | 49            | 1             | -                    | 58                   | 0                    | 510    | 15     |

## Reprezentační kariéra
Za reprezentaci odehrál 23 utkání a vstřelil 2 branky. První zápas odehrál 22. září 1993 proti Estonsku (3:0). Poté odcestoval na MS 1994, kde odehrál šest utkání. Po prohře ve finále získal stříbrnou medaili. Poté ještě hrál v několika přátelských i kvalifikačních zápasech, ale přednost dostávali jiní. Poslední utkání odehrál 29. října 1997 proti Rusko (1:1).

### Statistika na velkých turnajích
| Reprezentace | Rok     | Zápasy             | Zápasy | Zápasy    | Zápasy           | Zápasy           | Zápasy            |
| Reprezentace | Rok     | Fáze turnaje       | Datum  | Soupeř    | Odehraných minut | Vstřelené branky | Výsledek          |
| ------------ | ------- | ------------------ | ------ | --------- | ---------------- | ---------------- | ----------------- |
| Itálie       | MS 1994 | 2 zápas ve skupině | 23. 6. | Norsko    | 90               | 0                | 1:0               |
| Itálie       | MS 1994 | 3 zápas ve skupině | 28. 6. | Mexiko    | 90               | 0                | 1:1               |
| Itálie       | MS 1994 | Osmifinále         | 5. 7.  | Nigérie   | 120              | 0                | 2:1 v prodl.      |
| Itálie       | MS 1994 | Čtvrtfinále        | 9. 7.  | Španělsko | 90               | 0                | 2:1               |
| Itálie       | MS 1994 | Semifinále         | 13. 7. | Bulharsko | 90               | 0                | 2:1               |
| Itálie       | MS 1994 | Finále             | 17. 7. | Brazílie  | 120              | 0                | 0:0 (2:3) na pen. |

## Úspěchy

### Klubové
- 3× vítěz italského poháru (1991/92, 1998/99, 2001/02)
- 1× vítěz italského superpoháru (1999)
- 1× vítěz poháru PVP (1992/93)
- 2× vítěz poháru UEFA (1994/95, 1998/99)
- 1× vítěz evropského superpoháru (1993)

### Reprezentační
- 1× na MS (1994 – stříbro)